# Dodford
Dodford är en ort och civil parish i Storbritannien.   Den ligger i grevskapet Northamptonshire i riksdelen England, i den södra delen av landet, 100 km nordväst om huvudstaden London. Dodford ligger 105 meter över havet och antalet invånare är 160.
Terrängen runt Dodford är platt. Runt Dodford är det ganska tätbefolkat, med 129 invånare per kvadratkilometer. Närmaste större samhälle är Northampton, 14,8 km öster om Dodford. Trakten runt Dodford består till största delen av jordbruksmark.